# Форд Прери (Вашингтон)
Форд Прери (енгл. Fords Prairie) насељено је место без административног статуса у америчкој савезној држави Вашингтон.

## Демографија
По попису из 2010. године број становника је 1.959, што је 2 (-0,1%) становника мање него 2000. године.
| Група             | 2000.         | 2010.         |
| Белци             | 1.802 (91,9%) | 1.716 (87,6%) |
| Афроамериканци    | 1 (0,1%)      | 10 (0,5%)     |
| Азијати           | 30 (1,5%)     | 38 (1,9%)     |
| Хиспаноамериканци | 71 (3,6%)     | 127 (6,5%)    |
| Укупно            | 1.961         | 1.959         |